# Lijst van geslachten van de springspinnen

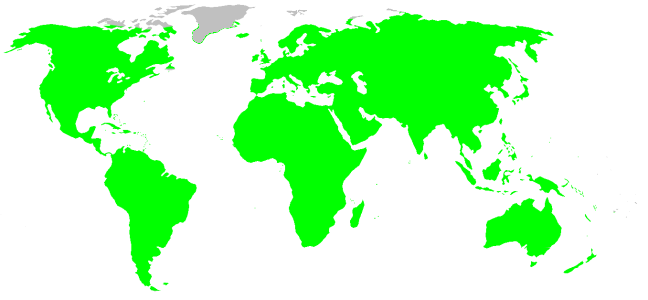
Voorkomen van de springspinnen in de wereld.

Dit is een lijst van alle beschreven geslachten van de familie van springspinnen (Salticidae) per december 2024. 
- Abracadabrella Żabka, 1991
- Acragas Simon, 1900
- Admestina G. W. Peckham & E. G. Peckham, 1888
- Admesturius Galiano, 1988
- Adoxotoma Simon, 1909
- Aelurillus Simon, 1885
- Afraflacilla Berland & Millot, 1941
- Afrobeata Caporiacco, 1941
- Afromarengo Benjamin, 2004
- Agobardus Keyserling, 1885
- Agorioides Maddison & Szűts, 2019
- Agorius Thorell, 1877
- Ahijuna Rubio, Baigorria & Stolar, 2022
- Aillutticus Galiano, 1987
- Ajaraneola Wesołowska & Russell-Smith, 2011
- Akela G. W. Peckham & E. G. Peckham, 1896
- Albionella Chickering, 1946
- Alcmena C. L. Koch, 1846
- Alfenus Simon, 1902
- Allococalodes Wanless, 1982
- Allodecta Bryant, 1950
- Amatorculus Ruiz & Brescovit, 2005
- Amilaps Maddison, 2019
- Amoenema Yu & Zhang, 2023
- Amphidraus Simon, 1900
- Amycus C. L. Koch, 1846
- Ananeon Richardson, 2013
- Anarrhotus Simon, 1902
- Anasaitis Bryant, 1950
- Anaurus Simon, 1900
- Ancepitilobus Richardson, 2016
- Anicius Chamberlin, 1925
- Ansienulina Wesołowska, 2015
- Antillattus Bryant, 1943
- Aphirape C. L. Koch, 1850
- Apricia Richardson, 2016
- Arachnomura Mello-Leitão, 1917
- Arachnotermes Mello-Leitão, 1928
- Araegeus Simon, 1901
- Araneotanna Özdikmen & Kury, 2006
- Arasia Simon, 1901
- Arnoliseus Braul, 2002
- Artabrus Simon, 1902
- Aruana Strand, 1911
- Aruattus Logunov & Azarkina, 2008
- Asaphobelis Simon, 1902
- Asaracus C. L. Koch, 1846
- Ascyltus Karsch, 1878
- Asemonea O. Pickard-Cambridge, 1869
- Ashtabula G. W. Peckham & E. G. Peckham, 1894
- Asianellus Logunov & Hęciak, 1996
- Astia L. Koch, 1879
- Astilodes Żabka, 2009
- Atelurius Simon, 1901
- Athamas O. Pickard-Cambridge, 1877
- Atomosphyrus Simon, 1902
- Attidops Banks, 1905
- Attinella Banks, 1905
- Attulus Simon, 1889
- Augustaea Szombathy, 1915
- Avaruarachne Sherwood, 2021
- Avitus G. W. Peckham & E. G. Peckham, 1896
- Bacelarella Berland & Millot, 1941
- Bagheera G. W. Peckham & E. G. Peckham, 1896
- Ballagascar Azarkina & Haddad, 2020
- Ballus C. L. Koch, 1850
- Balmaceda G. W. Peckham & E. G. Peckham, 1894
- Banksetosa Chickering, 1946
- Barraina Richardson, 2013
- Baryphas Simon, 1902
- Bathippus Thorell, 1892
- Bavia Simon, 1877
- Baviola Simon, 1898
- Beata G. W. Peckham & E. G. Peckham, 1895
- Belippo Simon, 1909
- Belliena Simon, 1902
- Bellota G. W. Peckham & E. G. Peckham, 1892
- Bianor G. W. Peckham & E. G. Peckham, 1886
- Bindax Thorell, 1892
- Bocus G. W. Peckham & E. G. Peckham, 1892
- Bocusoides Wang & Li, 2022
- Bokokius Roewer, 1942
- Breda G. W. Peckham & E. G. Peckham, 1894
- Brettus Thorell, 1895
- Bristowia Reimoser, 1934
- Bryantella Chickering, 1946
- Bulolia Żabka, 1996
- Burmattus Prószyński, 1992
- Bythocrotus Simon, 1903
- Calxattus Wang, Yu & Zhang, 2023
- Canama Simon, 1903
- Capeta Ruiz & Brescovit, 2005
- Capeyorkia Richardson, 2016
- Capidava Simon, 1902
- Carabella Chickering, 1946
- Caribattus Bryant, 1950
- Carrhotus Thorell, 1891
- Cavillator Wesołowska, 2000
- Ceglusa Thorell, 1895
- Cembalea Wesołowska, 1993
- Ceriomura Simon, 1901
- Cerionesta Simon, 1901
- Chalcolecta Simon, 1884
- Chalcolemia Zhang & Maddison, 2012
- Chalcoscirtus Bertkau, 1880
- Chalcotropis Simon, 1902
- Chalcovietnamicus Marusik, 1991
- Chapoda G. W. Peckham & E. G. Peckham, 1896
- Charippus Thorell, 1895
- Cheliceroides Żabka, 1985
- Cheliferoides F. O. Pickard-Cambridge, 1901
- Chinattus Logunov, 1999
- Chinophrys Zhang & Maddison, 2012
- Chinoscopus Simon, 1901
- Chira G. W. Peckham & E. G. Peckham, 1896
- Chirothecia Taczanowski, 1878
- Chrysilla Thorell, 1887
- Clynotis Simon, 1901
- Clynotoides Mello-Leitão, 1944
- Cobanus F. O. Pickard-Cambridge, 1900
- Cocalodes Pocock, 1897
- Cocalus C. L. Koch, 1846
- Coccorchestes Thorell, 1881
- Colaxes Simon, 1900
- Colonus F. O. Pickard-Cambridge, 1901
- Colopsus Simon, 1902
- Colyttus Thorell, 1891
- Commoris Simon, 1902
- Compsodecta Simon, 1903
- Copocrossa Simon, 1901
- Corambis Simon, 1901
- Corcovetella Galiano, 1975
- Corticattus Zhang & Maddison, 2012
- Corusca Zhou & Li, 2013
- Coryphasia Simon, 1902
- Corythalia C. L. Koch, 1850
- Cosmophasis Simon, 1901
- Cotinusa Simon, 1900
- Cucudeta Maddison, 2009
- Curubis Simon, 1902
- Cylistella Simon, 1901
- Cyllodania Simon, 1902
- Cynapes Simon, 1900
- Cyrba Simon, 1876
- Cytaea Keyserling, 1882
- Damoetas G. W. Peckham & E. G. Peckham, 1886
- Darwinneon Cutler, 1971
- Dasycyptus Simon, 1902
- Dendroicius Lin & Li, 2020
- Dendryphantes C. L. Koch, 1837
- Depreissia Lessert, 1942
- Descanso G. W. Peckham & E. G. Peckham, 1892
- Detalik Wesołowska, 2021
- Dexippus Thorell, 1891
- Diolenius Thorell, 1870
- Diplocanthopoda Abraham, 1925
- Dolichoneon Caporiacco, 1935
- Donaldius Chickering, 1946
- Drizztius Edwards, 2015
- Drobinka Wesołowska, 2021
- Druzia Ruiz & Brescovit, 2013
- Eburneana Wesołowska & Szűts, 2001
- Echeclus Thorell, 1890
- Echinussa Simon, 1901
- Ecuadattus Zhang & Maddison, 2012
- Edilemma Ruiz & Brescovit, 2006
- Edwardsya Ruiz & Bustamante, 2016
- Efate Berland, 1938
- Emathis Simon, 1899
- Emertonius G. W. Peckham & E. G. Peckham, 1892
- Empanda Simon, 1903
- Encolpius Simon, 1900
- Encymachus Simon, 1902
- Enoplomischus Giltay, 1931
- Epeus G. W. Peckham & E. G. Peckham, 1886
- Epidelaxia Simon, 1902
- Epocilla Thorell, 1887
- Erasinus Simon, 1899
- Eremitarys Wang, Yu & Shan, 2024
- Ergane L. Koch, 1881
- Erica G. W. Peckham & E. G. Peckham, 1892
- Eris C. L. Koch, 1846
- Euochin Prószyński, 2018
- Euophrys C. L. Koch, 1834
- Eupoa Żabka, 1985
- Euryattus Thorell, 1881
- Eustiromastix Simon, 1902
- Evarcha Simon, 1902
- Featheroides Peng, Yin, Xie & Kim, 1994
- Festucula Simon, 1901
- Finger Wesołowska & Wiśniewski, 2023
- Flacillula Strand, 1932
- Fluda G. W. Peckham & E. G. Peckham, 1892
- Flurica Perger & Rubio, 2022
- Foliabitus Zhang & Maddison, 2012
- Foordus Azarkina, 2024
- Frespera Braul & Lise, 2002
- Frewena Richardson, 2013
- Freya C. L. Koch, 1850
- Frigga C. L. Koch, 1850
- Fritzia O. Pickard-Cambridge, 1879
- Fuentes G. W. Peckham & E. G. Peckham, 1894
- Furculattus Balogh, 1980
- Galianora Maddison, 2006
- Gambaquezonia Barrion & Litsinger, 1995
- Gastromicans Mello-Leitão, 1917
- Gavarilla Ruiz & Brescovit, 2006
- Gedea Simon, 1902
- Gelotia Thorell, 1890
- Ghatippus Marathe & Maddison, 2024
- Ghelna Maddison, 1996
- Ghumattus Prószyński, 1992
- Goleba Wanless, 1980
- Goleta G. W. Peckham & E. G. Peckham, 1894
- Gorgasella Chickering, 1946
- Gramenca Rollard & Wesołowska, 2002
- Grayenulla Żabka, 1992
- Guriurius Marta, Bustamante, Ruiz & Rodrigues, 2022
- Gypogyna Simon, 1900
- Habrocestoides Prószyński, 1992
- Habrocestum Simon, 1876
- Habronattus F. O. Pickard-Cambridge, 1901
- Hakka Berry & Prószyński, 2001
- Haplopsecas Caporiacco, 1955
- Harmochirus Simon, 1886
- Hasarina Schenkel, 1963
- Hasarinella Wesołowska, 2012
- Hasarius Simon, 1871
- Havaika Prószyński, 2002
- Helafricanus Wesołowska, 1986
- Helicius Żabka, 1981
- Heliocapensis Wesołowska, 1986
- Heliophanillus Prószyński, 1989
- Heliophanoides Prószyński, 1992
- Heliophanus C. L. Koch, 1833
- Helpis Simon, 1901
- Helvetia G. W. Peckham & E. G. Peckham, 1894
- Hentzia Marx, 1883
- Heratemita Strand, 1932
- Hermosa G. W. Peckham & E. G. Peckham, 1892
- Hermotimus Simon, 1903
- Hindumanes Logunov, 2004
- Hinewaia Żabka & Pollard, 2002
- Hispo Simon, 1886
- Hisukattus Galiano, 1987
- Hivanua Maddison, 2024
- Holcolaetis Simon, 1886
- Holoplatys Simon, 1885
- Homalattus White, 1841
- Huntiglennia Żabka & Gray, 2004
- Hurius Simon, 1901
- Hyetussa Simon, 1902
- Hyllus C. L. Koch, 1846
- Hypaeus Simon, 1900
- Iberattus Prószyński, 2018
- Icius Simon, 1876
- Idastrandia Strand, 1929
- Ilargus Simon, 1901
- Imperceptus Prószyński, 1992
- Indomarengo Benjamin, 2004
- Indopadilla Caleb & Sankaran, 2019
- Iona G. W. Peckham & E. G. Peckham, 1886
- Iranattus Prószyński, 1992
- Irura G. W. Peckham & E. G. Peckham, 1901
- Itata G. W. Peckham & E. G. Peckham, 1894
- Jacksonoides Wanless, 1988
- Jajpurattus Prószyński, 1992
- Jaluiticola Roewer, 1944
- Jerzego Maddison, 2014
- Jollas Simon, 1901
- Jotus L. Koch, 1881
- Judalana Rix, 1999
- Kakameganula Wesołowska, 2020
- Kalcerrytus Galiano, 2000
- Katya Prószyński & Deeleman-Reinhold, 2010
- Kelawakaju Maddison & Ruiz, 2022
- Kibo Wesołowska & Szűts, 2021
- Kima G. W. Peckham & E. G. Peckham, 1902
- Kupiuka Ruiz, 2010
- Lagnus L. Koch, 1879
- Lakarobius Berry, Beatty & Prószyński, 1998
- Lamottella Rollard & Wesołowska, 2002
- Langelurillus Próchniewicz, 1994
- Langerra Żabka, 1985
- Langona Simon, 1901
- Lapsamita Ruiz, 2013
- Lapsias Simon, 1900
- Laufeia Simon, 1889
- Lauharulla Keyserling, 1883
- Lechia Żabka, 1985
- Leikung Benjamin, 2004
- Lepidemathis Simon, 1903
- Leptathamas Balogh, 1980
- Leptofreya Edwards, 2015
- Leptorchestes Thorell, 1870
- Letoia Simon, 1900
- Leuserattus Prószyński & Deeleman-Reinhold, 2012
- Leviea Maddison & Szűts, 2019
- Lictor Wesołowska & Wiśniewski, 2023
- Ligdus Thorell, 1895
- Ligonipes Karsch, 1878
- Ligurra Simon, 1903
- Logunattus Wang & Li, 2023
- Lokina Yu, Maddison & Zhang, 2023
- Longarenus Simon, 1903
- Lophostica Simon, 1902
- Lumptibiella Rubio, Baigorria & Stolar, 2022
- Lurio Simon, 1901
- Lyssomanes Hentz, 1845
- Lystrocteisa Simon, 1884
- Mabellina Chickering, 1946
- Macaroeris Wunderlich, 1992
- Macopaeus Simon, 1900
- Macutula Ruiz, 2011
- Maddisonia Żabka, 2014
- Madhyattus Prószyński, 1992
- Maenola Simon, 1900
- Maeota Simon, 1901
- Maevia C. L. Koch, 1846
- Mago O. Pickard-Cambridge, 1882
- Magyarus Żabka, 1985
- Maileus G. W. Peckham & E. G. Peckham, 1907
- Malizna Wesołowska, 2021
- Malloneta Simon, 1902
- Maltecora Simon, 1909
- Mantisatta Warburton, 1900
- Mantius Thorell, 1891
- Manzuma Azarkina, 2020
- Maratus Karsch, 1878
- Marchena G. W. Peckham & E. G. Peckham, 1909
- Marengo G. W. Peckham & E. G. Peckham, 1892
- Margaromma Keyserling, 1882
- Maripanthus Maddison, 2020
- Marma Simon, 1902
- Marpissa C. L. Koch, 1846
- Martella G. W. Peckham & E. G. Peckham, 1892
- Marusyllus Prószyński, 2016
- Massagris Simon, 1900
- Matagaia Ruiz, Brescovit & Freitas, 2007
- Matinta Ruiz & Maddison, 2019
- Mburuvicha Scioscia, 1993
- Megaeupoa Lin & Li, 2020
- Megafreya Edwards, 2015
- Megaloastia Żabka, 1995
- Meleon Wanless, 1984
- Mendoza G. W. Peckham & E. G. Peckham, 1894
- Menemerus Simon, 1868
- Messua G. W. Peckham & E. G. Peckham, 1896
- Metacyrba F. O. Pickard-Cambridge, 1901
- Metaphidippus F. O. Pickard-Cambridge, 1901
- Mexcala G. W. Peckham & E. G. Peckham, 1902
- Mexigonus Edwards, 2003
- Microbianor Logunov, 2000
- Microemathis Logunov, 2020
- Microhasarius Simon, 1902
- Mikrus Wesołowska, 2001
- Mintonia Wanless, 1984
- Modunda Simon, 1901
- Mogrus Simon, 1882
- Monaga Chickering, 1946
- Mondeku Azarkina & Haddad, 2020
- Mopiopia Simon, 1902
- Mopsolodes Żabka, 1991
- Mopsus Karsch, 1878
- Muziris Simon, 1901
- Myrmage Prószyński, 2016
- Myrmagua Prószyński, 2016
- Myrmanu Prószyński, 2016
- Myrmapana Prószyński, 2016
- Myrmapeni Prószyński, 2016
- Myrmaplata Prószyński, 2016
- Myrmarachne MacLeay, 1839
- Myrmatheca Prószyński, 2016
- Myrmele Prószyński, 2016
- Nagaina G. W. Peckham & E. G. Peckham, 1896
- Nandicius Prószyński, 2016
- Nannenus Simon, 1902
- Naphrys Edwards, 2003
- Napoca Simon, 1901
- Natta Karsch, 1879
- Naubolus Simon, 1901
- Neaetha Simon, 1885
- Nebridia Simon, 1902
- Necatia Özdikmen, 2007
- Neobrettus Wanless, 1984
- Neon Simon, 1876
- Neonella Gertsch, 1936
- Nepalicius Prószyński, 2016
- Nicylla Thorell, 1890
- Nigorella Wesołowska & Tomasiewicz, 2008
- Nilakantha G. W. Peckham & E. G. Peckham, 1901
- Nimbarus Rollard & Wesołowska, 2002
- Noegus Simon, 1900
- Nosferattus Ruiz & Brescovit, 2005
- Nungia Żabka, 1985
- Nycerella Galiano, 1982
- Ocrisiona Simon, 1901
- Ogdenia G. W. Peckham, 1908
- Ohilimia Strand, 1911
- Okinawicius Prószyński, 2016
- Omoedus Thorell, 1881
- Onofre Ruiz & Brescovit, 2007
- Onomastus Simon, 1900
- Opisthoncana Strand, 1913
- Opisthoncus L. Koch, 1880
- Orcevia Thorell, 1890
- Orientattus Caleb, 2020
- Orienticius Prószyński, 2016
- Orsima Simon, 1901
- Orthrus Simon, 1900
- Orvilleus Chickering, 1946
- Osericta Simon, 1901
- Oviballus Azarkina & Haddad, 2020
- Pachomius G. W. Peckham & E. G. Peckham, 1896
- Pachyballus Simon, 1900
- Pachyonomastus Caporiacco, 1947
- Pachypoessa Simon, 1902
- Padilla G. W. Peckham & E. G. Peckham, 1894
- Padillothorax Simon, 1901
- Padillothorus Prószyński, 2018
- Panachraesta Simon, 1900
- Pancorius Simon, 1902
- Pandisus Simon, 1900
- Panysinus Simon, 1901
- Papuamyr Maddison & Szűts, 2019
- Papuaneon Maddison, 2016
- Parabathippus Zhang & Maddison, 2012
- Paracyrba Żabka & Kovac, 1996
- Paradamoetas G. W. Peckham & E. G. Peckham, 1885
- Paraeuophrys Logunov, 2020
- Parafluda Chickering, 1946
- Paraharmochirus Szombathy, 1915
- Paraheliophanus Clark & Benoit, 1977
- Parahelpis Gardzińska & Żabka, 2010
- Parajotus G. W. Peckham & E. G. Peckham, 1903
- Paramaevia Barnes, 1955
- Paramarpissa F. O. Pickard-Cambridge, 1901
- Paraneaetha Denis, 1947
- Paraphidippus F. O. Pickard-Cambridge, 1901
- Paraphilaeus Żabka, 2003
- Paraplatoides Żabka, 1992
- Paraplexippus Franganillo, 1930
- Parasaitis Bryant, 1950
- Parathiodina Bryant, 1943
- Parnaenus G. W. Peckham & E. G. Peckham, 1896
- Parvattus Zhang & Maddison, 2012
- Peckhamia Simon, 1900
- Pelegrina Franganillo, 1930
- Pellenattus Maddison, 2017
- Pellenes Simon, 1876
- Pellolessertia Strand, 1929
- Pengmarengo Wang & Li, 2022
- Penionomus Simon, 1903
- Pensacola G. W. Peckham & E. G. Peckham, 1885
- Pensacolops Bauab-Vianna, 1983
- Peplometus Simon, 1900
- Petemathis Prószyński & Deeleman-Reinhold, 2012
- Phaeacius Simon, 1900
- Phanias F. O. Pickard-Cambridge, 1901
- Phanuelus Caleb & Mathai, 2015
- Pharacocerus Simon, 1902
- Phasmolia Zhang & Maddison, 2012
- Phaulostylus Simon, 1902
- Phausina Simon, 1902
- Phiale C. L. Koch, 1846
- Phidippus C. L. Koch, 1846
- Philaeus Thorell, 1869
- Philates Simon, 1900
- Philira Edwards, 2015
- Phintella Strand, 1906
- Phintelloides Kanesharatnam & Benjamin, 2019
- Phintellosa Wiśniewski & Wesołowska, 2024
- Phlegra Simon, 1876
- Phyaces Simon, 1902
- Pignus Wesołowska, 2000
- Pilia Simon, 1902
- Piranthus Thorell, 1895
- Planamarengo Azarkina & Haddad, 2020
- Planiemen Wesołowska & van Harten, 2007
- Platycryptus Hill, 1979
- Platypsecas Caporiacco, 1955
- Plesiopiuka Ruiz, 2010
- Plexippoides Prószyński, 1984
- Plexippus C. L. Koch, 1846
- Pochyta Simon, 1901
- Pochytoides Wesołowska, 2020
- Poecilorchestes Simon, 1901
- Poessa Simon, 1902
- Popcornella Zhang & Maddison, 2012
- Porius Thorell, 1892
- Portia Karsch, 1878
- Poultonella G. W. Peckham & E. G. Peckham, 1909
- Pristobaeus Simon, 1902
- Proctonemesia Bauab-Vianna & Soares, 1978
- Propiomarengo Azarkina & Haddad, 2020
- Prostheclina Keyserling, 1882
- Proszynellus Patoleta & Żabka, 2015
- Proszynskia Kanesharatnam & Benjamin, 2019
- Proszynskiana Logunov, 1996
- Psecas C. L. Koch, 1850
- Psenuc Prószyński, 2016
- Pseudamycus Simon, 1885
- Pseudemathis Simon, 1902
- Pseudeuophrys Dahl, 1912
- Pseudicius Simon, 1885
- Pseudocorythalia Caporiacco, 1938
- Pseudofluda Mello-Leitão, 1928
- Pseudomaevia Rainbow, 1920
- Pseudomogrus Simon, 1937
- Pseudopartona Caporiacco, 1954
- Pseudoplexippus Caporiacco, 1947
- Pseudosynagelides Żabka, 1991
- Ptocasius Simon, 1885
- Pulcherula Wesołowska & Russell-Smith, 2022
- Pungalina Richardson, 2013
- Pystira Simon, 1901
- Qingattus Yang, Wang & Zhang, 2024
- Qiongattus Wang & Li, 2023
- Quadrica Wesołowska & Wiśniewski, 2023
- Rafalus Prószyński, 1999
- Ragatinus Dawidowicz & Wesołowska, 2016
- Rarahu Berland, 1929
- Rhene Thorell, 1869
- Rhenefictus Logunov, 2021
- Rhetenor Simon, 1902
- Rhombonotus L. Koch, 1879
- Rhondes Simon, 1901
- Rhyphelia Simon, 1902
- Rishaschia Makhan, 2006
- Rogmocrypta Simon, 1900
- Rudakius Prószyński, 2016
- Rudra G. W. Peckham & E. G. Peckham, 1885
- Rumburak Wesołowska, Azarkina & Russell-Smith, 2014
- Ruwenzorek Wiśniewski & Wesołowska, 2024
- Saaristattus Logunov & Azarkina, 2008
- Sadies Wanless, 1984
- Saitidops Simon, 1901
- Saitis Simon, 1876
- Saitissus Roewer, 1938
- Salpesia Simon, 1901
- Salticus Latreille, 1804
- Sandalodes Keyserling, 1883
- Saphrys Zhang & Maddison, 2015
- Saraina Wanless & Clark, 1975
- Sarinda G. W. Peckham & E. G. Peckham, 1892
- Sarindoides Mello-Leitão, 1922
- Sassacus G. W. Peckham & E. G. Peckham, 1895
- Schenkelia Lessert, 1927
- Scopocira Simon, 1900
- Scoturius Simon, 1901
- Sebastira Simon, 1901
- Selimus G. W. Peckham & E. G. Peckham, 1901
- Semiopyla Simon, 1901
- Semnolius Simon, 1902
- Semora G. W. Peckham & E. G. Peckham, 1892
- Semorina Simon, 1901
- Servaea Simon, 1888
- Sibianor Logunov, 2001
- Sidusa G. W. Peckham & E. G. Peckham, 1895
- Sigytes Simon, 1902
- Siler Simon, 1889
- Simaetha Thorell, 1881
- Simaethula Simon, 1902
- Simaethulina Wesołowska, 2012
- Similaria Prószyński, 1992
- Simonurius Galiano, 1988
- Simprulla Simon, 1901
- Sinoinsula Zhou & Li, 2013
- Sittisax Prószyński, 2017
- Sobasina Simon, 1898
- Soesiladeepakius Makhan, 2007
- Sondra Wanless, 1988
- Sonoita G. W. Peckham & E. G. Peckham, 1903
- Spadera G. W. Peckham & E. G. Peckham, 1894
- Sparbambus Zhang, Woon & Li, 2006
- Spartaeus Thorell, 1891
- Sphericula Wesołowska & Russell-Smith, 2022
- Spilargis Simon, 1902
- Spiralembolus Wang & Li, 2023
- Stagetillus Simon, 1885
- Stenaelurillus Simon, 1886
- Stenodeza Simon, 1900
- Stergusa Simon, 1889
- Stertinius Simon, 1890
- Stoidis Simon, 1901
- Sumakuru Maddison, 2016
- Sumampattus Galiano, 1983
- Sympolymnia Perger & Rubio, 2020
- Synageles Simon, 1876
- Synagelides Strand, 1906
- Synemosyna Hentz, 1846
- Tabuina Maddison, 2009
- Tacuna G. W. Peckham & E. G. Peckham, 1901
- Taivala G. W. Peckham & E. G. Peckham, 1907
- Talavera G. W. Peckham & E. G. Peckham, 1909
- Tamigalesus Żabka, 1988
- Tanybelus Simon, 1902
- Tanzania Koçak & Kemal, 2008
- Tapsatella Rubio & Stolar, 2020
- Tara G. W. Peckham & E. G. Peckham, 1886
- Taraxella Wanless, 1984
- Tarkas Edwards, 2015
- Tarne Simon, 1886
- Tarodes Pocock, 1898
- Tartamura Bustamante & Ruiz, 2017
- Tasa Wesołowska, 1981
- Tatari Berland, 1938
- Tauala Wanless, 1988
- Telamonia Thorell, 1887
- Tenkana Marathe, Maddison & Caleb, 2024
- Tenuiballus Azarkina & Haddad, 2020
- Terralonus Maddison, 1996
- Thaiattus Logunov, 2020
- Thammaca Simon, 1901
- Theriella Braul & Lise, 1996
- Thiania C. L. Koch, 1846
- Thianitara Simon, 1903
- Thiodina Simon, 1900
- Thiratoscirtus Simon, 1886
- Thorelliola Strand, 1942
- Thrandina Maddison, 2006
- Thyene Simon, 1885
- Thyenillus Simon, 1909
- Thyenula Simon, 1902
- Tisaniba Zhang & Maddison, 2014
- Tisanibainepta Logunov, 2020
- Titanattus G. W. Peckham & E. G. Peckham, 1885
- Toloella Chickering, 1946
- Tomis F. O. Pickard-Cambridge, 1901
- Tomobella Szűts & Scharff, 2009
- Tomocyrba Simon, 1900
- Tomomingi Szűts & Scharff, 2009
- Toticoryx Rollard & Wesołowska, 2002
- Toxeus C. L. Koch, 1846
- Trapezocephalus Berland & Millot, 1941
- Triggella Edwards, 2015
- Trite Simon, 1885
- Truncattus Zhang & Maddison, 2012
- Trydarssus Galiano, 1995
- Tubalaxia Satkunanathan & Benjamin, 2024
- Tullgrenella Mello-Leitão, 1941
- Tulpius G. W. Peckham & E. G. Peckham, 1896
- Tusitala G. W. Peckham & E. G. Peckham, 1902
- Tutelina Simon, 1901
- Tuvaphantes Logunov, 1993
- Tylogonus Simon, 1902
- Udalmella Galiano, 1994
- Udvardya Prószyński, 1992
- Ugandinella Wesołowska, 2006
- Uluella Chickering, 1946
- Ureta Wesołowska & Haddad, 2013
- Uroballus Simon, 1902
- Urogelides Żabka, 2009
- Urupuyu Ruiz & Maddison, 2015
- Uxuma Simon, 1902
- Vailimia Kammerer, 2006
- Vallvonas Szűts, Zhang, Gallé-Szpisjak & De Bakker, 2020
- Variratina Zhang & Maddison, 2012
- Vatovia Caporiacco, 1940
- Veissella Wanless, 1984
- Viciria Thorell, 1877
- Vicirionessa Wesołowska & Russell-Smith, 2022
- Vinnius Simon, 1902
- Viribestus Zhang & Maddison, 2012
- Viroqua G. W. Peckham & E. G. Peckham, 1901
- Wallaba Mello-Leitão, 1940
- Wandawe Azarkina & Haddad, 2020
- Wanlessia Wijesinghe, 1992
- Waymadda Szűts, Zhang, Gallé-Szpisjak & De Bakker, 2020
- Wedoquella Galiano, 1984
- Wesolowskana Koçak & Kemal, 2008
- Xanthofreya Edwards, 2015
- Xenocytaea Berry, Beatty & Prószyński, 1998
- Xuriella Wesołowska & Russell-Smith, 2000
- Yacuitella Galiano, 1999
- Yaginumaella Prószyński, 1979
- Yaginumanis Wanless, 1984
- Yamangalea Maddison, 2009
- Yepoella Galiano, 1970
- Yimbulunga Wesołowska, Azarkina & Russell-Smith, 2014
- Yllenus Simon, 1868
- Yogetor Wesołowska & Russell-Smith, 2000
- Zabka Wang, Li & Pham, 2023
- Zabkattus Zhang & Maddison, 2012
- Zebraplatys Żabka, 1992
- Zenodorus G. W. Peckham & E. G. Peckham, 1886
- Zulunigma Wesołowska & Cumming, 2011
- Zuniga G. W. Peckham & E. G. Peckham, 1892
- Zygoballus G. W. Peckham & E. G. Peckham, 1885